# Cumbre Norte-Sur

Los dignatarios que participaron en la cumbre

La Cumbre Norte-Sur, llamada oficialmente Reunión Internacional de Cooperación y Desarrollo, fue una cumbre internacional llevada a cabo en la ciudad mexicana de Cancún el 22 y 23 de octubre de 1981. Representantes gubernamentales de 22 países asistieron a lo que ha sido la única conferencia norte-sur de la historia.
La invención de la Línea Brandt a través del Informe Brandt (1980) formó la división de los países del norte global y del sur global según su estado de desarrollo económico. Este informe enfatiza la necesidad de una cooperación revitalizada y eficiente entre norte y sur para reasignar finanzas y recursos económicos para un desarrollo más rápido de esta última. En cumplimiento del programa de emergencia del Informe, el presidente mexicano José López Portillo, y el canciller austriaco Bruno Kreisky, comenzaron la organización de la Cumbre Norte-Sur para iniciar discusiones entre países de ambas divisiones.

## Antecedentes y preparativos
Con la conferencia se pretendía reactivar el diálogo norte-sur, iniciado en 1975 en París, aunque la conferencia que lo inauguró terminó en fracaso por falta de voluntad política de los países ricos.
El gobierno mexicano, al albergar la cumbre en Cancún, intentó promover a la ciudad como un destino turístico de categoría mundial. Para ello, la ciudad fue dotada de la infraestructura necesaria para desarrollar actividades turísticas. Además, se dispuso de un estricto protocolo de seguridad para la cumbre.

## Participantes
Los 22 países que participaron en la cumbre fueron: Alemania Occidental, Arabia Saudí, Argelia, Austria, Bangladesh, Brasil, Canadá, China, Costa de Marfil, Estados Unidos, Filipinas, Francia, Guyana, India, Japón, México, Nigeria, Reino Unido, Suecia, Tanzania, Venezuela y Yugoslavia.
Entre los representantes gubernamentales que asistieron a la cumbre estuvieron Ronald Reagan (presidente de Estados Unidos), Pierre Elliott Trudeau (primer ministro de Canadá), José López Portillo (presidente de México), el príncipe Fahd (heredero del trono de Arabia Saudita), Zhao Ziyang (primer ministro de China), Ferdinand Marcos (presidente de Filipinas), Julius Nyerere (presidente de Tanzania), Margaret Thatcher (primera ministra del Reino Unido), François Mitterrand (presidente de Francia), Indira Gandhi (primera ministra de India), Luis Herrera Campins (presidente de Venezuela) y Kurt Waldheim (secretario general de las Naciones Unidas).
Los grandes ausentes fueron la Unión Soviética y Cuba. En un inicio Cuba también había sido invitado a la cumbre, sin embargo, el gobierno mexicano tuvo que retirarle la invitación. Para ello, el presidente José López Portillo se reunió con Fidel Castro en Cozumel para explicarle la situación. El tema fue manejado con una diplomacia sobresaliente que no surgieron problemas entre ambos países.

## Temas de discusión
No hubo agenda oficial, aunque se establecieron 5 ejes temáticos: alimentos, materias primas y energía, cooperación industrial y transferencia de tecnología, comercio internacional y relaciones financieras.
En la cumbre, el presidente francés François Mitterrand habló de la necesidad de cambiar los términos del comercio entre países ricos y pobres, afirmando la voluntad de Francia para contribuir activamente al desarrollo del tercer mundo. El primer ministro chino Zhao Ziyang hizo un llamamiento a establecer un nuevo orden económico internacional.
Los resultados finales no se veían alentadores: se acordó el inicio de negociaciones globales en la ONU, un programa a largo plazo para erradicar el hambre y la creación de una filial del Banco Mundial para ayudar a los países pobres a pagar su factura petrolera. Con respecto a este último punto, Estados Unidos lo rechazó al considerar que no era necesario.
Pese a los avances logrados, faltó un calendario para el inicio de las negociaciones globales en la ONU, y quedó por fuera la necesidad de aumentar los recursos financieros para que los países pobres pudieran valerse por sí mismos.